# Дългоделци
Дългодѐлци е село в Северозападна България. То се намира в община Якимово, област Монтана.

## География
Селото се намира в близост до град Монтана, на 35 километра от град Лом.

## История
Селото е доста старо и съществува от много години. Твърди се според Иваничка Георгиева („Българска митология“), че когато Аспарух тръгвал за сражение с византииците на юг, той минал през селото. Още съществува мястото наречено „Аспаруховия вал“, който всъщност е единственото запазено място от границата между България и Византия от 681 г. Има и една легенда, която гласи, че едно време през зимата идвал страшен змей, ходел по къщите и взимал по едно агне и по една мома. След няколко години го убили и от кръвта му се образувала река Цибрица.
При избухването на Балканската война в 1912 година 2 души от селото са доброволци в Македоно-одринското опълчение.

## Културни и природни забележителности
- Природни забележителности в селото са Дръмките, Чукара, Белия песък, Жилковия вир и Аспаруховия вал, чиито останки могат да се видят.
- През селото минава река Цибрица.
- Близо до селото има минерални извори.
- В селото все още е запазена къщата, построена в необароков стил, в която няколко пъти отсядал цар Борис III заедно със съпругата си царица Йоана Савойска. Той често посещавал селото заедно със свои придворни, за да ловува в местността „Дръмките“. Царят е посветил в звание няколко почетни царски офицери от село Дългоделци.

## Редовни събития
- Съборът на селото се празнува всяка година в последната неделя на октомври.
- Селото е съхранило традициите си. Интересни обичаи се спазват при празнуването на Йордановден, Ивановден, Тодоровден (Тудоров ден). От ранни зори на Ивановден духов оркестър и хора в национални носии започват да обикалят къщите на Ивановците. Те влизат във всеки дом, в който има именник, и му пожелават крепко здраве, дълъг живот и берекет през годината.

## Други
- Най-широко разпространени земеделски култури за с. Дългоделци са: царевица, слънчоглед, ечемик и овес.
- В селото съществува конгрешанска църковна община, част от Съюза на евангелските съборни църкви.[3]